# Selimir Milošević
Selimir Milošević (Šabac, 4 aprile 1940) è un allenatore di calcio, dirigente sportivo ed ex calciatore jugoslavo e serbo, di ruolo attaccante.

## Carriera

### Calciatore
Dal 1957 al 1967 Milosevic ha militato nello Stella Rossa, dove pur essendo ai margini della rosa vince quattro campionati jugoslavi (nel 1957, 1959, 1960 e 1964), tre coppe di Jugoslavia (1958, 1959 e 1964) e la Coppa del Danubio del 1958, andando a segno in entrambi gli incontri della finale contro lo Stella Rossa Cheb.
Nell'estate 1967 viene ingaggiato dagli statunitensi dell'Oakland Clippers, con cui vince la NPSL I, progenitrice insieme alla USA, della più nota NASL. L'anno dopo sempre con i Clippers disputa la prima edizione della NASL, chiusa al secondo posto della Pacific Division.
Chiusa l'esperienza americana torna in Europa per giocare con i francesi del Red Star, con cui nella Division 1 1968-1969 ottiene il quindicesimo posto finale, a cui ne seguì un tredicesimo nel 1970. Nel gennaio 1971 passò all'Arago Orléans prima di tornare in patria per giocare nel Radnički Kragujevac. Con il club di Kragujevac retrocesse nella cadetteria jugoslava a causa del diciassettesimo posto della Prva Liga 1971-1972.

### Allenatore
Dopo aver avuto esperienze nel campionato jugoslavo e con i tunisini dello Stade Tunisien, nel 1980 allena i greci del Panionios. Nel 1994 vince con gli indonesiani del Pelita Jaya la Galatama 1993-1994.
Ritorna poi allo Stella Rossa entrando nel consiglio di amministrazione e divenendo attivo membro dell'associazione degli ex-calciatori del club capitolino.

## Palmarès

### Calciatore

#### Competizione nazionali
- Campionato jugoslavo di calcio: 4

Stella Rossa: 1957, 1959, 1960 e 1964
- Coppa di Jugoslavia: 3

Stella Rossa: 1958, 1959 e 1964
- NPSL I: 1

Oakland Clippers: 1967

#### Competizioni internazionali
- Coppa del Danubio:

Stella Rossa: 1958

### Allenatore
- Campionato indonesiano di calcio: 1

Pelita Jaya: 1994